# Akira Matsunaga (calciatore 1914)
Akira Matsunaga (松永行?, Matsunaga Akira; Yaizu, 21 settembre 1914 – Guadalcanal, 20 gennaio 1943) è stato un calciatore giapponese, di ruolo attaccante.

## Biografia
Anche i fratelli Nobuo Matsunaga e Seki Matsunaga hanno giocato nella nazionale giapponese.

## Carriera
Nel 1936, quando giocava nella squadra della Tokyo Liberal Arts and Science University, venne convocato in Nazionale per partecipare al torneo di calcio delle Olimpiadi di Berlino. Debuttò in questa competizione il 4 agosto segnando un gol contro la Svezia. Proprio Matsunaga segnò la rete del 3-2 con la quale il Giappone vinse rimontando uno svantaggio di 0-2: la prima vittoria del Giappone in un torneo olimpico contro una delle squadre più forti dell'epoca venne conosciuta in Patria come il "Miracolo di Berlino" (ベルリンの奇跡). Il 7 agosto giocò anche la partita contro l'Italia, vinta dagli azzurri per 8-0.

## La morte
Nel 1937, Matsunaga fu chiamato per il servizio militare. Il 20 gennaio 1943 venne ucciso in combattimento durante la battaglia di Guadalcanal all'età di 28 anni.